# Sitio de calificación
Un sitio de calificación (menos común, un sitio rate-me) es un sitio web diseñado para que los usuarios voten o califiquen a personas, contenido u otras cosas. Los sitios de clasificación se organizan típicamente alrededor de atributos como la apariencia física, las partes del cuerpo, la voz, la personalidad, etc. También pueden dedicarse a la capacidad profesional de las asignaturas, por ejemplo, profesores, profesores, abogados, médicos, etc.

## Descripción

### Características
Los sitios de clasificación suelen mostrar una serie de imágenes (u otro contenido) de forma aleatoria, o elegidas mediante algoritmos informáticos, en lugar de permitir que los usuarios elijan. Luego piden a los usuarios una calificación o evaluación, que generalmente se hace rápidamente y sin mucha deliberación. Los usuarios califican los artículos en una escala del 1 al 10, sí o no. Otros, como BabeVsBabe.com, piden a los usuarios que elijan entre dos imágenes. Típicamente, el sitio da una retroalimentación instantánea en términos de la puntuación del artículo, o el porcentaje de otros usuarios que están de acuerdo con la evaluación. A veces ofrecen estadísticas agregadas o listas "mejores" y "peores". La mayoría permite a los usuarios enviar su propia imagen, muestra u otro contenido relevante para que otros lo califiquen. Algunos requieren la presentación como condición para ser miembro.
Los sitios de clasificación suelen ofrecer algunas características de los servicios de las redes sociales y lascomunidades en línea como los foros de discusión y los mensajes privados. Algunos funcionan como una forma de servicio de citas, en el sentido de que por una cuota permiten a los usuarios contactar con otros usuarios. Muchas redes sociales y otros sitios incluyen funciones de clasificación. Por ejemplo, MySpace y TradePics tienen funciones opcionales de "ranking" para que los usuarios puedan ser evaluados por otros usuarios.

### Objetos de calificación
Una categoría de sitios de calificación, como Hot or Not o HotFlation, está dedicada al atractivo físico de los contribuyentes. Otros sitios de calificación basados en la apariencia incluyen RateMyFace.com (un sitio lanzado a principios del verano de 1999) y NameMyVote, que pide a los usuarios que adivinen el partido político de una persona basándose en su apariencia. Algunos sitios se dedican a clasificar la apariencia de las mascotas (por ejemplo, kittenwar.com, petsinclothes.com y meormypet.com). Otra clase permite a los usuarios calificar videos cortos o clips de música. Una variante, un sitio de "poesía darwiniana" permite a los usuarios comparar dos muestras de poesía generada totalmente por ordenador utilizando el método de Condorcet.  Los poemas exitosos "mate" para producir poemas cada vez más atractivos. Y otros se dedican a hombres que no les gustan (DoucheBagAlert), evacuaciones intestinales (ratemypoo.com), bandas sin firmar (RateBandsOnline.com), política (RateMyTory.Com), clubes nocturnos, profesionales de negocios, ropa, autos y muchos otros temas.
Cuando los sitios de calificación se dedican a la calificación de productos (epinions.com), marcas (brandmojo.org), servicios o empresas en lugar de a la calificación de personas (i-rate.me), y se utilizan para calificaciones más serias o bien pensadas, tienden a llamarse sitios de revisión, aunque la distinción no es exacta.

## Historia
La popularidad de calificar a las personas y sus habilidades en una escala, como 1-10, se remonta por lo menos a finales del siglo XX, y los algoritmos para agregar las puntuaciones de calificación cuantitativa mucho antes que eso. La película 10 de 1979 es un ejemplo de ello. El título deriva de un sistema de clasificación que Dudley Moore utiliza para calificar a las mujeres en función de su belleza, siendo un 10 el epítome del atractivo. La noción de un "diez perfecto" se generalizó como resultado de esta película. En la película, Moore califica a Bo Derek de "11".
En 1990, se llevó a cabo uno de los primeros estudios de clasificación de atractivo fotográfico por computadora. Durante este año, los psicólogos J. H. Langlois y L. A. Roggman examinaron si el atractivo facial estaba relacionado con la media geométrica. Para probar su hipótesis, seleccionaron fotografías de 192 rostros caucásicos masculinos y femeninos, cada uno de los cuales fue escaneado y digitalizado por computadora. Luego hicieron composiciones procesadas por computadora de cada imagen, como composiciones de 2, 4, 8, 16 y 32 caras. Las caras individuales y compuestas fueron clasificadas por su atractivo por 300 jueces en una escala de 5 puntos de Likert (1 = muy poco atractivo, 5 = muy atractivo). La cara de 32 compuestos era la más atractiva visualmente de todas las caras. Los estudios posteriores se realizaron en una escala de 10 puntos.
En 1992, la revista Perfect 10 y la programación en vídeo fueron lanzadas por Xui, el editor ejecutivo original de la revista Spin, para presentar sólo a mujeres que estuvieran en el puesto 10 por su atractivo. Julie Kruis, una modelo de trajes de baño, fue la portavoz original. En 1996, Rasen creó el primer "Perfect 10 Model Search" en el club Pure Platinum cerca de Fort Lauderdale, Florida. Sus concursos fueron transmitidos por la [./https://en.wikipedia.org/wiki/Network_1 Network 1], un canal satelital nacional de banda C. Otros concursos de "Perfect 10" no relacionados entre sí se hicieron populares a lo largo de la década de 1990.
Los primeros sitios de calificación comenzaron en 1999, con RateMyFace.com (creado por Michael Hussey) y TeacherRatings.com (creado por John Swapceinski, relanzado con Hussey y desarrollado por Patrick Nagle como RateMyProfessors). El más popular de todos los tiempos, Hot or Not, fue lanzado en octubre de 2000. Hot or Not generó muchos spin-offs e imitadores. Ahora hay cientos de sitios de este tipo, e incluso meta-sitios que los categorizan a todos. El concepto del sitio de calificación también se ha ampliado para incluir cuentas de Twitter y Facebook que proporcionan calificaciones, como la humorística cuenta de Twitter WeRateDogs.

## Crítica
Los sitios de calificación tienen un efecto de retroalimentación social; muchos directores y administradores de escuelas secundarias, por ejemplo, han comenzado a monitorear regularmente el estado de su personal docente a través de "sitios de calificación" controlados por los estudiantes. Algunos sitios basados en la apariencia han sido criticados por promover la vanidad y la autoconciencia. Algunos afirman que potencialmente exponen a los usuarios a depredadores sexuales.
La mayoría de los sitios de clasificación sufren de un sesgo de autoselección similar, ya que sólo las personas altamente motivadas dedican su tiempo a completar estas clasificaciones, y no un muestreo justo de la población. Además, las personas pueden publicar múltiples comentarios, con lo que se distorsiona la clasificación.

## Ejemplos
A continuación se muestra una muestra de sitios de calificación que han logrado cierto reconocimiento y cobertura.
Esta es una lista incompleta, que tal vez nunca pueda cumplir con ciertos estándares de integridad.  Las adiciones son bienvenidas siempre y cuando la notoriedad sea obtenida o establecida por wikilinking a un artículo sobre el sitio.

### Atractivo
- Facemash: Mark Zuckerberg creó Facemash, un sitio de calificación donde los estudiantes de Harvard fueron comparados entre sí con base en su atractivo. Poco después de Facemash, Zuckerberg creó Facebook.
- Hot or Not: sitio de calificación temprana que permite a los usuarios calificar las fotos publicadas por otros usuarios.

### Animales
- WeRateDogs: Cuenta humorística en Twitter y Facebook que valora fotos y vídeos de perros.

### Profesional
- RateMyCop.com: es un sitio de revisión que permite a los ciudadanos estadounidenses dar su opinión sobre los agentes de policía. El sitio web fue lanzado el 28 de febrero de 2008 por Gino Sesto y Rebecca Costell de Culver City, California. El sitio se lanzó con los nombres de más de 140.000 oficiales de más de 500 departamentos de policía de todo el país.
- RateMyProfessors.com: un "sitio de calificación de profesores" lanzado originalmente como TeacherRatings.com y en mayo de 1999 por John Swapceinski, un ingeniero de software de Menlo Park, California, que permite a estudiantes universitarios asignar calificaciones anónimas a profesores de instituciones estadounidenses, canadienses, británicas, irlandesas, neozelandesas y australianas. El sitio contiene más de seis millones de calificaciones, para más de 500.000 profesores.
- RateMyTeachers: a es un sitio de revisión utilizado para calificar el desempeño (y popularidad) de los maestros de escuelas primarias, secundarias y preparatorias como un servicio a los estudiantes, padres y a los propios maestros. Los participantes dan calificaciones numéricas en una escala de 1 a 5 en tres categorías diferentes a sus maestros actuales o anteriores. Los visitantes también pueden dejar un breve comentario opcional basado en su experiencia con el profesor. Los comentarios y las entradas de los profesores son examinados por una comunidad privada de moderación. El sitio contiene más de veinte millones de reseñas.
- Teachstreet: un "sitio de calificación de profesores" fundado en junio de 2007 por Dave Schappell en Seattle, que permite a los estudiantes asignar de forma anónima calificaciones a los profesores de las escuelas estadounidenses en línea y locales.